# Urban Durnik
Urban Durnik (Trbovlje, 19 giugno 1997) è un cestista sloveno.

## Palmarès
- Alpe Adria Cup: 1

Zlatorog Laško: 2017-18